# Le Gamin de Paris (film, 1923)
Pour les articles homonymes, voir Le Gamin de Paris.
Pour plus de détails, voir Fiche technique et Distribution.
Le Gamin de Paris est un film muet français réalisé par Louis Feuillade, sorti en 1923.
Il s'agit d'une adaptation de la comédie-vaudeville en deux actes de Jean-François Bayard et de Louis-Émile Vanderburch Le Gamin de Paris, représentée pour la première fois à Paris au théâtre du Gymnase Dramatique, le 30 janvier 1836.

## Fiche technique
- Titre : Le Gamin de Paris
- Réalisation : Louis Feuillade
- Scénario : Louis Feuillade d'après un vaudeville de Jean-François Bayard et Émile Vanderburch
- Photographie : Maurice Champreux
- Montage : Maurice Champreux
- Société de production :  Société des Établissements L. Gaumont
- Format : Noir et blanc — 35 mm — 1,33:1 — Son mono — film muet
- Durée : 120 minutes
- Genre : Comédie
- Date de sortie : 
  - France : 7 décembre 1923

## Distribution
- Sandra Milowanoff : Lisette
- René Poyen : Joseph
- Berthe Jalabert : La grand-mère
- Jean Devalde : Amédée
- Bouboule : Gaby
- Henri-Amédée Charpentier : Bizot
- Renée van Delly : Madame de Mersange
- Adolphe Candé : Le général